# 크루아세

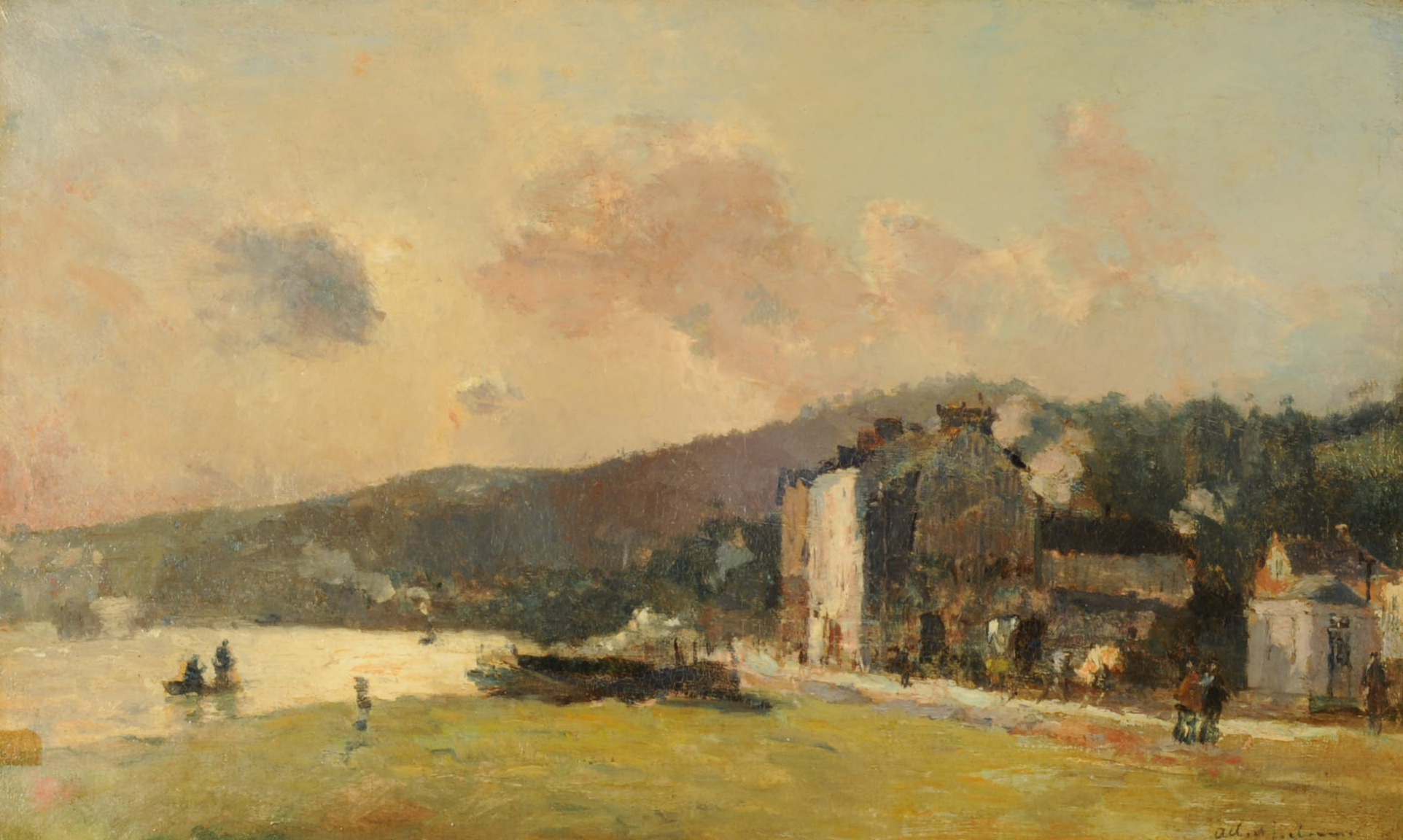

크루아세(Croisset)는 센마리팀주 캉틀뢰에 속한 작은 마을로, 프티케비이 굽이 반대편 센강 우안에 위치하여 루앙 시 가까이에 있다.
크루아세는 35년간 이곳에서 살며 센강변에 있는 집에서 주요 작품을 쓴 귀스타브 플로베르로 유명하다. 플로베르가 살았던 집은 19세기 말 파괴되어 현재 남아있지 않다. 오직 정원의 정자만이 보존되어 있어, 오늘날 소규모의 플로베르 박물관으로 쓰이고 있다.
크루아세에는 구 캉틀뢰 시청이 있는데, 스톡홀름 시청에 영향을 받은 건축물이다.